# 騎官二
豺狼座δ，又名CD-40 9538，HD 136298、SAO 225691、HR 5695，是豺狼座的一颗恒星，视星等为3.22，位于銀經331.32，銀緯13.82，其B1900.0坐标为赤經15h 14m 48.3s，赤緯-40° 13.82′ 7″。